# Amphiura protecta
Amphiura protecta är en ormstjärneart som beskrevs av Paul E. Hertz 1926. Amphiura protecta ingår i släktet Amphiura och familjen trådormstjärnor. Inga underarter finns listade i Catalogue of Life.